# Smallfoot
Smallfoot is een Amerikaanse 3D-animatiefilm uit 2018, geregisseerd door Karey Kirkpatrick. Het verhaal is gebaseerd op het boek Yeti tracks van Sergio Pablos.

## Verhaal
De film gaat over een groep Yeti's die in contact komen met een bergbeklimmer.

## Stemverdeling

### Engelse stemmen
- Channing Tatum als Migo
- James Corden als Percy Patterson
- Zendaya als Meechee
- Common als Stonekeeper
- LeBron James als Gwangi
- Gina Rodriguez als Kolka
- Danny DeVito als Dorgle
- Jimmy Tatro als Thorp

### Nederlandse stemmen
- Murth Mossel als Stenenbewaarder
- Milan van Weelden als Thorp